# Kalkylränta

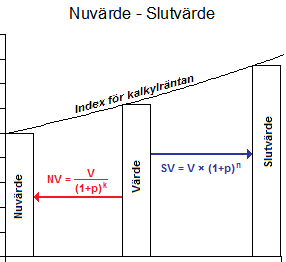
Kapitalvärde med hänsyn till kalkylräntan.

Kalkylränta, eller diskonteringsränta, är den räntesats som uttrycker avkastningskrav på investerat kapital. Kalkylräntan används exempelvis vid investeringskalkylering och företagsvärdering för att kunna jämföra värdet på betalningar som är skilda i tid. 

## Översikt
Kalkylräntan är en helt grundläggande förutsättning för att kunna göra investeringskalkyler som sträcker sig över en längre period, inklusive värderingar av olika objekt. Den ska avspegla avkastningskravet, både med hänsyn till faktiska kapitalkostnader och de risker som finns vid investeringar.
I princip bestäms kalkylräntan utifrån tre kriterier:
- Faktiska kostnader för kapital; låneräntor och avkastningskrav på eget kapital.
- Avkastningen på alternativa investeringar.
- Risker med investeringen.

Det finns ett antal modeller för att avgöra vilken kalkylränta som ska användas. Företag använder ofta inlåningsränta eller Weighted average cost of capital vid industriella placeringar. Vid finansiella investeringar, och för att beräkna kostnader för eget kapital, kan bland annat Capital asset pricing model användas. Kommuner och myndigheter använder olika kalkylräntor, exempelvis använder Vägverket och Banverket (numera samlade under Trafikverket) sedan 1994 en fast kalkylränta på 4 %. Senare rekommendationer har emellertid justerat denna rekommendation för den reala (inflationsfria) samhällsekonomiska diskonteringsräntan till 3,5 %.
Beroende på kalkylens andra antaganden om inflation och prisökningar måste dessutom beslut tas om real ränta eller nominell ränta ska användas.

### Fotnoter
1. ↑  Persson, Karin; Gustaf Posse, Maria Rosner (2007) (PDF). Investeringsbedömning - En studie om investeringsbedömningen i ett antal svenska tillverkande företag. Karlstad: Karlstads Universitet. http://kau.diva-portal.org/smash/get/diva2:4963/FULLTEXT01.pdf. Läst 14 juni 2008
2. ↑  ”Vem gör vad av myndigheterna inom transportområdet?”. Trafikverket. Arkiverad från originalet den 1 juli 2015. https://web.archive.org/web/20150701005727/http://www.trafikverket.se/Om-Trafikverket/Trafikverket/Vem-gor-vad-av-myndigheterna-inom-transportomradet/. Läst 28 juni 2015.
3. ↑  Vägverkets samhällsekonomiska kalkylvärden (Vägverket 2006:127). Kan laddas ned som PDF-fil från Vägverkets hemsida. Läst 16 juni 2008.
4. ↑  [https://web.archive.org/web/20150701004217/http://www.trafikverket.se/contentassets/13c6f625c3324bc4b34a59c9f4594703/03_generella_principer_o_varden_a52.pdf ”Samhällsekonomiska principer och
kalkylvärden för transportsektorn: ASEK 5.2 (2015-04-01)”]. www.trafikverket.se. Arkiverad från originalet den 1 juli 2015. https://web.archive.org/web/20150701004217/http://www.trafikverket.se/contentassets/13c6f625c3324bc4b34a59c9f4594703/03_generella_principer_o_varden_a52.pdf. Läst 28 juni 2015.